# إسماعيل فقيه
إسماعيل فقيه (1963) شاعر وصحافي لبناني له العديد من الأعمال الإبداعية المنشورة، والكتابات الصحافية.

## سيرة
ولد إسماعيل فقيه في 15 أيار/ مايو 1963 ف بلدة طيردبا (قضاء صور)

## أعماله
لفقيه العديد من الكتابات والأعمال الأدبية المنشورة منها:

### في الشعر
- للنهار المعطل - 1991
- ليس غيابك - دار الجديد، 1992[7]
- مدن وشيكة - دار العلم للملايين، 1995[8][9]
- غربتي على طيورها - دار الإبداع، 1996[10][11]
- خطوات الأعالي - دار العلم للملايين،1997[12]
- نافذة في نهر - مؤسسة الانتشار العربي، 2000[13][14]

### في الفكر
- الفكر الديني - دار الملاك، 1990

### كتب عنه
- الشاعر إسماعيل فقيه - شعراء عرفتهم. تأليف الشاعر والناقد المصري ناصر رمضان عبد الحميد، عن مؤسسة "رنة"[15]